# Прери
Прери́ (фр. Rivière де Prairies — букв. «луговая река») — один из двух (наряду с рекой Миль-Иль) крупных рукавов в низовьях реки Оттава, при слиянии последней с рекой Святого Лаврентия. Представляет собой крупную речную протоку, вытекающую из озера Дё-Монтань и далее отделяющую остров Монреаль от острова Жезю, на которых расположены современные города Монреаль и Лаваль соответственно. Географически протекает на юго-западе провинции Квебек в Канаде.

## Наименование
В дофранцузские времена река была известна автохтонным племенам под именем Скауаноти, что в буквальном переводе означает «река за островом». Своё современное французское название протоке дал Самюэль де Шамплен в 1610 году, в честь одного из членов своей команды, Франсуа де Прери, который потерялся в здешних местах во время одного из исследовательских походов. Англофоны часто называют реку Блэк-Ривер (буквально «чёрная река»).

## География
Течение реки направлено с востока на запад, разделяя архипелаг Ошлага, и берёт начало Дё-Монтань. Протекает по обе стороны Île Bizard (часть Монреаля), разделяя собой остров Монреаль (город Монреаль), южнее острова Жезю (Лаваль), далее течение идёт на север, после чего она впадает в реку Святого Лаврентия у восточной оконечности острова Монреаль.
На реке большое число островов, среди которых можно выделить Île Bizard, Îles Laval (Île Bigras, Île Pariseau, Île Verte и Île Ronde), административно относящиеся к региону Лаваль, Île de la Visitation, природный парк, относящийся к Монреалю. Также отмечают острова Île Lapierre, Île Boutin, Île Rochon и Île Gagné.
На реке Прери много порогов. Некоторые места с порогами отмечены ещё на карте Генри Уитмерсома Хопкинса (Henry Whitmersome Hopkins) 1879 года и карте острова Монреаль авторства Гордона и Готча (Gordon and Gotch) от 1924 года. Наименования порогам даны начиная с запада «Rapides de Cap-Saint-Jacques», пороги Lalemant (Dutchman), расположенные между Île Bizard и Laval (с паромной переправой), «Rapides du Cheval Blanc» (пороги Whitehorse), которые находятся между округами Pierrefonds-Roxboro и Sainte-Dorothée, Quebec, пороги Лаваль, пороги «Sault-au-Récollet», расположенные к северу от тюрьмы Бордо и заканчивающиеся «Rapides de la Rivière des Prairies».

## Экология
Ранее Прери являлась одним из самых загрязнённых водоёмов Канады из-за большого объёма выбрасываемых в неё неочищенных стоков Монреаля и около 150 ливневых канализаций из пригородов. Каждый раз во время существенных дождевых осадков в Монреале ливневые стоки с городских улиц смешивались с бытовыми стоками и в неочищенном виде сбрасывались в реку. Об этой проблеме, превращающей реку практически в открытую канализацию, писалось в 1911 году.
Но, как писалось позднее, современные очистные методы и сооружения устранили существенную часть ущерба реке от сточных вод, позволяя теперь даже купаться в её водах во время летнего отдыха.
После 1988 года некоторые люди считают реку снова чистой, когда стоки стали подвергаться значительной обработке перед сбросом.
Набережная в районе Западного острова известна своими пляжами вдоль реки. Это пляж Кристал, пляж Руа и муниципальный пляж Роксборо.
Однако часть реки никогда не была пригодной для купания — некоторая её область (Rive-Boisée) остаётся загрязнённой неочищенными сточными водами с 1971 года на протяжении свыше 40 лет. Проблема Rive-Boisée отмечалась и её устранение намечалось на 2014 год. Причиной этой проблемы является то, что системы ливневой и фекальной канализации пересекаются во многих местах и это требует вложения средств для исправления ситуации и проведения ремонта.